# Pójło
Pójło – woda z różnymi dodatkami przeznaczona do pojenia zwierząt, szczególnie młodych np. cieląt lub źrebiąt. 
Przyrządza się ją z dodatkiem mąki lub otrąb, rzadziej siemienia lnianego, czasem z innymi dodatkami, np. solą, chlebem, miodem.